# Ellis Island
Ellis Island je ostrov při ústí řeky Hudson nedaleko New Yorku v USA. Od 1. ledna 1892 do 12. listopadu 1954 fungoval jako přistěhovalecká stanice pro imigranty do USA. Je majetkem federální vlády a nyní je součástí Národní památky Sochy Svobody, která podléhá federální agentuře National Park Service. Ellis Island byl také předmětem hraničního sporu mezi státy New York a New Jersey. Rozkládá se převážně v Jersey City (New Jersey), i když malou částí svého území spadá do sousedního New York City. Má rozlohu 0,24 km².

## Imigrace

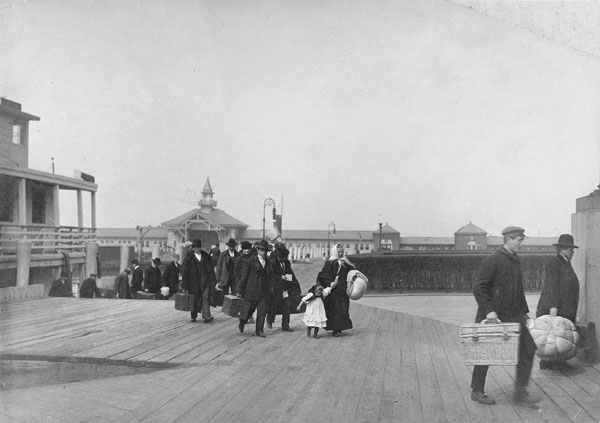
Imigranti přistávají na Ellis Island, 1900

Federální imigrační stanice na Ellis Islandu byla v provozu v letech 1892 až 1954 a prošlo jí více než 12 milionů přistěhovalců. První imigrantkou, která prošla 1. ledna 1892 Ellis Islandem, byla Annie Mooreová, patnáctiletá dívka z Corku (Irsko). Ona a její dva bratři přišli do Ameriky za svými rodiči, kteří se přestěhovali do New Yorku dva roky předtím. Dostala pozdrav od úředníků a zlatý desetidolar. Poslední, kdo prošel Ellis Islandem, byl norský obchodní námořník Arne Peterssen v roce 1954. Poté, co byl roku 1924 schválen zákon o imigraci (který imigraci velmi omezil a povolil zpracování žádostí na zahraničních ambasádách), sloužila imigrační stanice pro vysídlené osoby, válečné uprchlíky a lidi bez dokumentů. Dnes může více než 100 milionů Američanů vystopovat svůj původ k imigrantům, kteří prošli Ellis Islandem. Při svém druhém příjezdu do USA zde byl Jiří Voskovec zadržován 11 měsíců.